# Golf von Bohai
Koordinaten: 38° 43′ N, 119° 54′ O

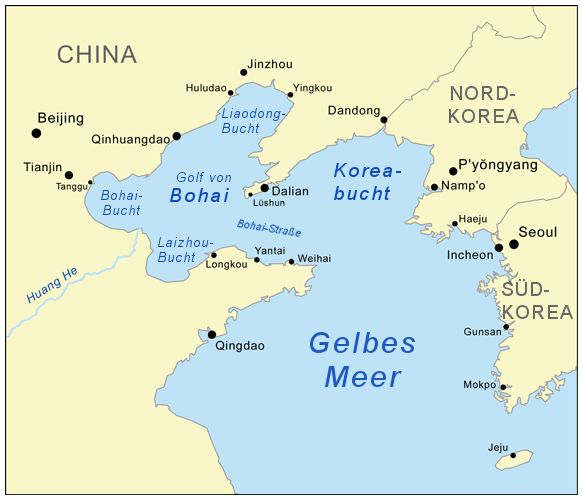
Position des Golfes von Bohai

Seewege im Golf von Bohai

Der Golf von Bohai (chinesisch 渤海, Pinyin Bó Hǎi – „Bo-Meer“), auch Bohai-Golf, Bohai-Meer, die Bohai-See oder kurz Bo Hai, früher Golf von Tschili oder Golf von Petschili genannt, ist ein Randmeer des Gelben Meeres im Nordosten der Volksrepublik China. Bedeutende Städte am Golf sind Tianjin und Dalian. Es ist der nächstgelegene Meereszugang der Hauptstadt Peking. Seine Fläche beträgt 78.000 km². Der Gelbe Fluss mündet in den Golf von Bohai.
Im Norden befindet sich die Liaodong-Bucht, im Westen die Bohai-Bucht und im Süden die Laizhou-Bucht.
Im Golf von Bohai befinden sich mehrere der größten Seehäfen Chinas: Der Hafen Qinhuangdao, der Hafen Tianjin, der Hafen Dalian sowie der Hafen Yingkou Bayuanquan.
Im Jahr 2011 kam es zu einer Ölkatastrophe in der Bohaisee. 2015 explodierte ein Gefahrgutlager im Hafen von Tianjin.

## Welterbestatus der Küste des Golfs von Bohai
Im Jahr 2019 wurde das Wattenmeer an der Küste des Bohai-Golfs von der UNESCO unter dem Titel „Zugvogelschutzgebiete entlang der Küste des Gelben Meeres – Golf von Bohai (Phase I)“ als Weltnaturerbe in die Liste des Welterbes aufgenommen. Als Begründung nennt die UNESCO dafür die große und globale Bedeutung des Wattenmeeres als Rast-, Sammel- oder Brutplatz für Zugvögel und als Aufzuchtort für zahlreiche Fisch- und Krustentierarten.